# Şahane Hayatım
Şahane Hayatım es una serie de televisión turca, emitida en FOX entre el 1 de noviembre de 2023y el 5 de junio de 2024. Está dirigida por Çağrı Bayrak, escrita por Meriç Acemi, producida por Ay Yapım y protagonizada por Hilal Altınbilek, Onur Tuna, Yiğit Özşener, Serkan Keskin, Nesrin Cavadzade y Sumru Yavrucuk.

## Sinopsis
La serie cuenta la vida de Sebnem Gümüşçü, una desafortunada mujer que nació con grandes injusticias y durante su camino de crecimiento comenzó a trabajar duro para superarlas y hacer todo lo necesario para olvidarse de los crímenes que cometió en el pasado. Más tarde su pasado criminal volvió a perseguirla y pasó a formar parte de su vida diaria, hasta que vivió una vida maravillosa.

## Reparto

### Personajes principales
- Hilal Altınbilek como Şebnem Arda  Öztürkmen (episodios 1-30)
- Onur Tuna como Mesut Öztürkmen (episodios 1-30)
- Yiğit Özşener como Onur Gümüşçü (episodios 1-30)
- Serkan Keskin como Niyazi Adalı (episodios 1-30)
- Nesrin Cavadzade como Melisa Özsoy (episodios 1-30)
- Sumru Yavrucuk como Aysel Gümüşçü (episodios 1-30)

### Personajes secundarios
- Gökçe Eyüboğlu como Didem Özcan (episodios 1-30)
- Zeynep Yüce como Şebnem Gümüşçü joven (episodios 1-30)
- Timur Acar como Selo (episodios 1-30)
- Elif Kurtaran como Şebnem Gümüşçü niña (episodios 1-30)
- İncinur Daşdemir como Madre de Şebnem Gümüşçü (episodios 1-30)
- Seda Akman como Arzu (episodios 1-30)
- Taner Rumeli como Fatih Hoca (episodios 1-2)

## Temporadas
| Temporada | Temporada | Episodios | Rango de episodios | Emisión original       | Emisión original   |
| Temporada | Temporada | Episodios | Rango de episodios | Inicio                 | Final              |
| --------- | --------- | --------- | ------------------ | ---------------------- | ------------------ |
|           | 1         | 30        | 1 - 30             | 1 de noviembre de 2023 | 5 de junio de 2024 |

## Producción
La serie está dirigida por Çağrı Bayrak, escrita por Meriç Acemi y producida por Ay Yapım.

### Rodaje
El rodaje de la serie tuvo lugar en Estambul, en particular en los distritos de Beşiktaş, Gálata y sus alrededores.

## Promoción
El debut de la serie, previsto para el 1 de noviembre de 2023, fue anunciado el 27 de octubre de FOX, a través de los canales sociales de la serie y de la productora Ay Yapım, mientras que las primeras promos se lanzaron a partir del 22 de septiembre y al mismo tiempo también se publicó el cartel de la serie.En España, Telecinco estrenó la serie el 17 de julio de 2024 para su emisión los miércoles en prime time.